# سید علیرضا مرندی
سید علیرضا مرندی (زادهٔ ۱۲ آذر ۱۳۱۸) پزشک اطفال و سیاستمدار ایرانی است که در دولت دوم موسوی و دولت دوم هاشمی رفسنجانی به‌عنوان وزیر بهداشت، درمان و آموزش پزشکی فعالیت می‌کرد. حادثه مشکوک ورود اچ‌آی‌وی به ایران توسط مریو در دوره صدارت او اتفاق افتاد. او استاد دانشگاه علوم پزشکی شهید بهشتی و رئیس فرهنگستان علوم پزشکی و رئیس تیم پزشکی سید علی خامنه‌ای است. مرندی نماینده سابق مجلس شورای اسلامی در دوره‌های هشتم و نهم از حوزه انتخاباتی تهران بوده‌است.

## تحصیلات
مرندی دوره ابتدایی و متوسطه را در اصفهان گذراند و در سال ۱۳۳۶ وارد دانشکده پزشکی دانشگاه تهران شد. مرندی در سال ۱۳۴۳ در رشته پزشکی فارغ‌التحصیل شد و در خلال دوره دانشگاه ۶ ماه زندانی سیاسی بود. او در بین سال‌های ۱۳۴۵ تا ۱۳۵۰ دوره تخصصی کودکان را در دانشکده پزشکی ویرجینیا گذراند و در سال ۱۳۵۰ بورد تخصصی اطفال را دریافت کرد. وی در سال ۱۳۵۶ بورد فوق تخصص نوزادان را دریافت کرد.
مرندی ابتدا استادیار و سپس دانشیار دانشگاه رایت - استیت آمریکا بود و تا سال ۱۳۵۸ رئیس بخش کودکان و همزمان رئیس بخش نوزادان بیمارستان دانشگاهی میامی ولی بود. وی استاد دانشگاه علوم پزشکی شهید بهشتی است.

## وزارت

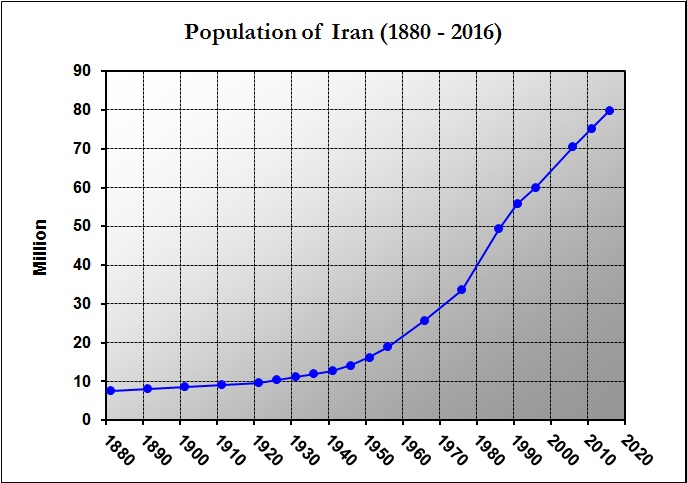
جمعیت ایران

پس از انقلاب، وزیر بهداشت، درمان و آموزش پزشکی در دولت دوم میرحسین موسوی و دولت دوم اکبر هاشمی رفسنجانی بود. همچنین پرونده خون‌های آلوده که باعث ورود ایدز به ایران شد در دوره وزارت وی اتفاق افتاد.
در دهه ۱۹۸۰ ایران با بحران نرخ زادوولد بالا رو به رو بود. مرندی کارزار موفقی را رهبری کرد تا نرخ باروری در حال فزاینده ایران که تقریباً هفت زایمان برای هر زن بود و بالاترین سطح در تاریخ این کشور بود کاهش یابد. در جریان یک کارزار تنظیم خانواده با بودجه حکومت اندازه میانگین خانواده از نزدیک به هفت فرزند به کمتر از دو فرزند در سال ۲۰۰۳ کاهش یافت. در سال ۱۹۹۹ صندوق جمعیت ملل متحد جایزه جمعیت سازمان ملل متحد را به‌طور مشترک به مرندی و کمیته تنظیم خانواده و جمعیت ویتنام اهدا کرد. به نوشته این صندوق مرندی تقریباً با دست تنها سیاست جمعیتی ایران را تغییر داد. در ایران نرخ مرگ و میر نوزادان و مادران و نیز نرخ باروری و رشد جمعیت بالا بود. مرندی در مقام معاون وزیر بهداشت (۱۹۸۳) و سپس وزیر بهداشت (۱۹۸۵) خانه‌های بهداشت، برنامه‌های مبارزه با فلج اطفال، سرخک، اسهال، و بیماری‌های تنفسی را ترویج کرد. او از فعالیت‌های بهداشت تولید مثل دفاع، شیردادن مادر، فاصله گذاری بیشتر بین فرزندآوری و بالا بردن سن اولین زایمان دفاع کرد. او حکومت را متقاعد کرد تنظیم خانواده در تضاد با آموزه اسلامی نیست و برای سلامت فردی و ملی ارزش بالایی دارد. مرگ و میر نوزادان، کودکان و مادران همگی در ایران کاهش یافتند، استفاده از پیشگیری از بارداری رشد و نرخ زادو ولد در دوره او کاهش یافتند. امروزه نرخ باروری کل ایران به ۲٫۰۱ تولد برای هر زن رسیده که کمی از ۲٫۱, سطح لازم برای حفظ یک اندازه جمعیتی پایدار کمتر است، و این به اعتقاد مرندی مایه نگرانی است. مرندی در سال ۲۰۱۵ گفته نسبت به اقداماتش برای کنترل جمعیت احساس عذاب وجدان می‌کند و شاید اصلاً نباید وارد مبحث جمعیت می‌شده.
طرح ملی واکسیناسیون فلج اطفال در سال ۱۳۷۴ از جمله دیگر اقدامات انجام شده در دوره وزارت مرندی بود.

## ریاست فرهنگستان
ریاست فرهنگستان علوم پزشکی جمهوری اسلامی از ابتدا و به مدت نوزده سال با ایرج فاضل بود تا آنکه در ۱۸ آذر ۱۳۸۸، پس از انتقاد تند فاضل به رئیس‌جمهور، به پیشنهاد محمود احمدی‌نژاد و تصویب شورای عالی انقلاب فرهنگی علیرضا مرندی به این سمت منصوب شد. پس از این انتصاب، بهروز برومند عضو دیگر فرهنگستان با انتشار نامه‌ای به این عمل اعتراض کرد و نوشت: «... پیشینه آقای دکتر مرندی در آموزش و پژوهش علوم پزشکی حتی به اندازه‌ای نبوده که به عضویت فرهنگستان پذیرفته شوند و از سوی دیگر روند گزینش ایشان نادرست بوده و از سوی اعضای پیوسته فرهنگستان درخواستی برای انتصاب ایشان نشده‌است…»

## سایر فعالیت‌ها
علیرضا مرندی در ۳۰ مرداد ۱۳۹۲ در نامه‌ای سرگشاده به سازمان ملل تحریم‌های دولت آمریکا را وحشیانه خواند و با توجه به اینکه مستقیماً بر کودکان، زنان و مردم کم درآمد در ایران تأثیر نامطلوب گذاشته‌است نسبت به آنها اعتراض کرد. همچنین مرندی در ۱۱ تیر ۱۳۹۸ طی نامه ای مراتب اعتراض خود را به فدریکا موگرینی مسئول سیاست خارجی اتحادیه اروپا در مورد به خطر افتادن سلامت مردم ایران به‌واسطه تحریمهای یکجانبه آمریکا اعلام کرد.
مرندی از پزشکان نزدیک و رئیس تیم پزشکی رهبر جمهوری اسلامی ایران است. پس از بروز دنیاگیری کووید-۱۹ در ایران، او از فرمان رهبر جمهوری اسلامی ایران برای منع واردات واکسن کرونای آمریکایی و انگلیسی حمایت کرد. او از دولت حسن روحانی بابت تعلل در واردات واکسن کرونا از چین انتقاد کرد و گفت این تعلل باعث بالا رفتن تلفات شد.

## جوایز و افتخارات
- جایزه جمعیت سازمان ملل متحد، به خاطر تغییر دادن تقریباً به تنهایی سیاست جمعیتی ایران، کاهش نرخ زاد ولد و برنامه‌های مبارزه با فلج اطفال و غیره، ۱۹۹۹[۲۰]
- جایزه علی توفیق شوشه، دفتر مدیترانه شرقی سازمان بهداشت جهانی، ۲۰۰۰[۲۱]
- چهره ماندگار در پزشکی، ۱۳۸۲[۲۲]